# إدارة التحقيقات الجنائية (ألمانيا النازية)
إدارة التحقيقات الجنائية أو الشرطة الجنائية (الألمانية: Kriminalpolizei)، وغالبًا ما يتم اختصارها باسم كريبو Kripo، هو الاسم الألماني لإدارة التحقيقات الجنائية. يتناول هذا المقال الوكالة خلال الحقبة النازية.
في ألمانيا النازية، تألفت إدارة التحقيقات الجنائية من Reichskriminalpolizeiamt (قسم شرطة الرايخ الجنائية، RKPA)، الذي أصبح في سبتمبر 1939 وزارة خامسة في مكتب الأمن الرئيسي لرايخ (RSHA). كان لدى إدارة التحقيقات الجنائية مراكز تحقيق جنائية تابعة مباشرة (Kripo-Leitstellen وKripo-Stellen)، وكذلك أقسام التحقيق الجنائي في الولاية المحلية (Staatliche Kriminalabteilungen) وإدارات الشرطة البلدية (Gemeindekriminalpolizeiabteilungen). في عام 1943، أصبح كلاهما يخضعان مباشرة لمراكز التحقيق الجنائي. كان الموظفون من المحققين في مهنة التحقيق الجنائي المبدئية ومهن التحقيق الجنائي التنفيذي ومهنة التحقيق الجنائي للإناث.

## التنظيم
بعد أن تولى أدولف هتلر منصبه في يناير 1933، بدأ النازيون برنامج «التنسيق» لجميع جوانب الحياة الألمانية، من أجل تعزيز قبضة الحزب النازي على السلطة.  وفي يوليو عام 1936، أصبحت إدارة التحقيقات الجنائية المركزية البروسية (Landeskriminalpolizeiamt) قسم التحقيقات الجنائية المركزية لألمانيا، و Reichskriminalpolizeiamt (RKPA). تم الجمع بين، جنبا إلى جنب مع شرطة الدولة السرية، Geheime Staatspolizei أو غستابو إلى قسمين فرعيين من Sicherheitspolizei (سيبو)، والتي كان لها مكتب قيادة مركزي يعرف باسم Hauptamt Sicherheitspolizei.  كان رينهارد هايدريش في القيادة العامة لسيبو، بما في ذلك مكتب القيادة المركزي.   تم تعيين آرثر نيبي رئيسا ل Reichskriminalpolizeiamt، وارتبط مباشرة مع هايدريش. 
في سبتمبر 1939، تم إنشاء Reichssicherheitshauptamt (مكتب الأمن الرئيسي لرايخ؛ RSHA) كمنظمة القيادة الشاملة لمختلف وكالات التحقيق والأمن الحكومية.  تم إلغاء Hauptamt Sicherheitspolizei رسميًا وتم دمج أقسامها في مكتب الأمن الرئيسي لرايخ. أصبح Reichskriminalpolizeiamt Amt V (القسم 5)، وKriminalpolizei (الشرطة الجنائية) في RSHA.  كان يقودها نيبي حتى صيف عام 1944، عندما تم إدانته وإعدامه بعد مؤامرة 20 يوليو الفاشلة لقتل هتلر. في السنة الأخيرة من وجودها، تم قيادة Amt V بواسطة Friedrich Panzinger الذي أرتبط مباشرة على إرنست كالتينبرونر، رئيس مكتب الأمن الرئيسي لرايخ بعد اغتيال هايدريش في عام 1942.  
تكون Kriminalpolizei في الغالب من رجال المباحث والعملاء الذين يرتدون ملابس مدنية، وعمل بالتعاون مع غيستابو، و Ordnungspolizei (Orpo ؛ الشرطة النظامية) و Geheime Feldpolizei.   جاءت التوجيهات السياسة من SS-Hauptamt بعد 1940، SS Führungshauptamt. تم تنظيم كريبو في نظام هرمي مع مكاتب مركزية في جميع المدن والمدن الأصغر. هذه بدورها كانت استجابة لمكاتب المقر الرئيسي في المدن الألمانية الكبرى التي ردت على Amt V في برلين. 

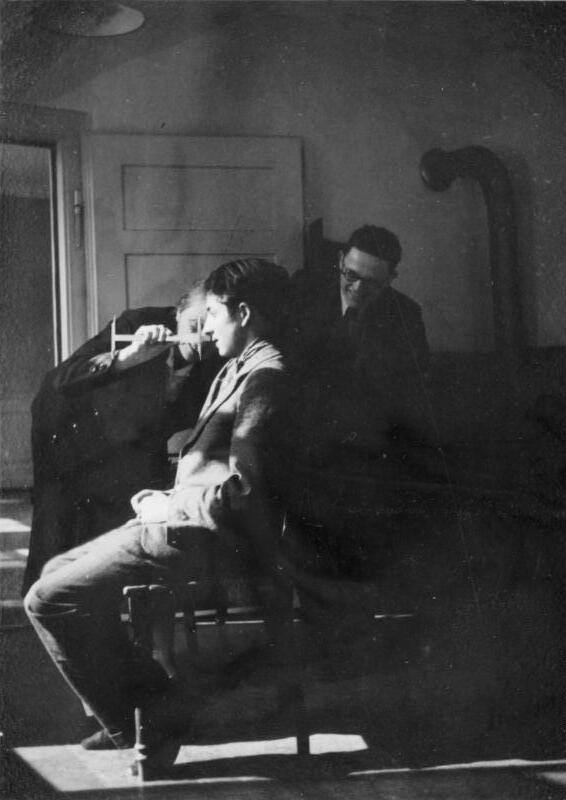
قام باحثو كريبو بقياس رأس صبي سينتي في الدراسات الأنثروبولوجية للمجرمين، شتوتغارت عام 1938

كان Kriminalpolizei مهتمًا بشكل أساسي بالجرائم الخطيرة مثل الاغتصاب والقتل والحرق العمد للممتلكات. وكان المجال الرئيسي لتركيز المجموعة أيضًا على «سطو التعتيم» الذي يُعد مشكلة خطيرة أثناء غارات القصف عندما يقوم المجرمون بغارة على المنازل والمتاجر والمصانع المهجورة بحثًا عن أي أشياء ثمينة متاحة. كان كريبو أيضًا أحد مصادر القوى العاملة المستخدمة لملء صفوف أينزاتسغروبن والعديد من كبار قادة كريبو، كان آرثر نيبي من بينهم والذين تم تعيينهم كقادة لEinsatzgruppen. كانت وحدات القتل المتنقلة في Einsatzgruppen نشطة في تنفيذ الحل النهائي، في المناطق التي اجتاحتها آلة الحرب النازية؛ التي بلغت ذروتها في المحرقة. 
كجزء من مذاهب النازية حول الجريمة والعرق، فإن Rassenhygienische und Bevolkerungsbiologische Forschungsstelle ((بالإنجليزية: وحدة أبحاث الصحة البيولوجية والديمغرافية)‏ برئاسة الطبيب النفسي روبرت ريتر، تم إرفاقه لكريبو. كان دورها هو خلق ملامح عنصرية لغير الآريين، وخاصة الغجر. أرجع سياسات وإرشادات غيستابو وكريبو إلى قسم البيولوجيا الجنائية حول كيفية التعامل مع «الغجر». ساعد كريبو في تقلبات الغجر وترحيلهم إلى معسكرات الاعتقال ومعسكرات الإبادة.

### مهمة
كانت المهمة الرسمية لـ Amt V هي: 
- توحيد أساليب الإجرام والمعدات
- تطبيق البحث العلمي والخبرة في التحقيق ومنع الجريمة
- إجراء التدريب على الإجرام
- توفير البيانات لاتخاذ القرارات ووضع التشريعات السياسية
- تأميم مراقبة الشرطة
- الحفاظ على السجل الجنائي الوطني
- التحقيق في الجرائم الشديدة

### أنشطة
في عام 1945، كان لدى Amt V المكاتب التالية: 
| مكتب   | المسئولية                 | مهام                                                                          |
| ------ | ------------------------- | ----------------------------------------------------------------------------- |
| إيه في | السياسة الجنائية والوقاية | الشؤون القانونية والتعاون الدولي والبحث ومنع الجريمة والمحققات الإناث         |
| في بي  | عمليات                    | جرائم عنف خطيرة واحتيال وجرائم جنسية                                          |
| في سي  | التسجيل والمراقبة         | مراقبة الحرب وتكنولوجيا المراقبة وخدمة الكلاب                                 |
| في دي  | التحاليل الجنائية         | تحديد الهوية والفحوصات المختبرية والكيميائية ودراسات الوثائق ورش العمل الفنية |
| في واي | الجرائم الاقتصادية        | جرائم ضد اقتصاد الحرب واستغلال الحرب والفساد وجرائم الأعمال                   |

## المنظمة الميدانية

### المنظمة الميدانية 1939-1943
| مستوى  | وكالة                                                            | التبعية التنظيمية   |
| ------ | ---------------------------------------------------------------- | ------------------- |
| إقليمي | Kriminalpolizei-Leitstelle مركز مراقبة قسم التحقيقات الجنائية    | أمت الخامس          |
| إقليمي | Kriminalpolizei-STELLE مركز التحقيق الجنائي                      | أمت الخامس          |
| محلي   | Staatliche Kriminalabteilung قسم التحقيق الجنائي الحكومي         | شرطة الولاية        |
| محلي   | Gemeindekriminalpolizei-Abteilung قسم التحقيقات الجنائية البلدية | مفوض الشرطة البلدية |

- المصدر: [8]

أنشئ -في المدن التي يزيد عدد سكانها على 000 10 نسمة ولها إدارة شرطة بلدية- قسم تحقيق جنائي للبلدية (Gemeindekriminalpolizeiabteilung). كان يشرف عليها أقرب Kripo-Stelle. 

### المنظمة الميدانية 1943-1945
من عام 1943 تم نقل جميع أقسام التحقيق الجنائي البلدية التي تضم أكثر من عشرة من رجال المباحث، أي بشكل رئيسي في المدن التي يزيد عدد سكانها عن 50.000 نسمة، إلى شرطة الولاية الجنائية. من الآن فصاعداً، لم تكن أقسام التحقيقات الجنائية المحلية تابعة لمفوض الشرطة المحلي بالولاية. 
| مستوى  | وكالة                                                           | التبعية التنظيمية                                                |
| ------ | --------------------------------------------------------------- | ---------------------------------------------------------------- |
| إقليمي | Kriminalpolizei-Leitstelle مركز مراقبة قسم التحقيقات الجنائية   | أمت الخامس                                                       |
| إقليمي | Kriminalpolizei-STELLE مركز التحقيق الجنائي                     | أمت الخامس                                                       |
| محلي   | Kriminalpolizei-Aussendiensstelle مكتب التحقيق الجنائي الميداني | أقرب Kripo-Leitstelle أو Kripo-Stelle                            |
| محلي   | Kriminalpolizei-Aussenposten قسم التحقيقات الجنائية             | أقرب Kripo-Leitstelle ، Kripo-Stelle أو Kripo-Aussendienststelle |

- المصدر: [8]

في عام 1944 كان هناك 22 Kripo-Leitstellen مع 150-250 المحققين تحت Oberregierungs- und Kriminalrat . 44 Kripo-Stellen مع 80-120 من رجال المباحث تحت Regierungs- und Kriminalrat أو Kriminaldirektor ؛ و698 Kripo-Aussendienstellen و Kripo-Aussenpost، والتي كان لكل منها تعريف أقل من عشرة محققين. 

## شؤون الموظفين

### شارات الرتب
الموظفين الذكور
| Sicherheitspolizei                                            | شارة الرتبة   | الشرطة الأمنية الألمانية |
| ------------------------------------------------------------- | ------------- | ------------------------ |
| Kriminalassistent                                             |               | SS-Oberscharführer       |
| Kriminaloberassistent                                         |               | SS-Hauptscharführer      |
| Kriminalsekretär                                              |               | SS-Untersturmführer      |
| Kriminalobersekretär                                          |               | SS-Untersturmführer      |
| Kriminalinspektor                                             |               | SS-Obersturmführer       |
| Kriminalkommissar                                             |               | SS-Obersturmführer       |
| Kriminalkommissar                                             |               | SS-هوبتستثرمفهرر         |
| Kriminalrat                                                   |               | SS-هوبتستثرمفهرر         |
| Kriminalrat                                                   |               | SS-Sturmbannführer       |
| Kriminaldirektor                                              |               | SS-Sturmbannführer       |
| Regierungs- und Kriminalrat                                   |               | SS-Sturmbannführer       |
| Oberregierungs- und Kriminalrat                               |               | SS-Obersturmbannführer   |
| Regierungs- und Kriminaldirektor </br> Reichskriminaldirektor |               | SS-Standartenführer      |
| Regierungs- und Kriminaldirektor </br> Reichskriminaldirektor | SS-Oberführer |                          |

موظفات
| شارة | رتب الإناث في مهنة التحقيق الجنائي |
| ---- | ---------------------------------- |
|      | Kriminalrätin                      |
|      | Kriminalkommissarin                |
|      | Kriminalobersekretärin             |
|      | Kriminalsekretärin                 |
|      | Kriminalassistentin                |

### اقتباسات
1. 1 2  McNab 2009.
2. 1 2 3  Williams 2001.
3. ↑  Weale 2010.
4. 1 2  Friedlander 1995.
5. 1 2 3 4  Weale 2012.
6. ↑  Gerwarth 2011.
7. ↑  Samuel Totten؛ William S. Parsons؛ Israel W. Charny (30 يونيو 2006). Century of genocide. مؤرشف من الأصل في 2017-03-20.
8. 1 2 3 4 5 6 7  The German Police, Supreme Headquarters Allied Expeditionary Force: Evaluation and Dissemination Section (G-2), 1945, pp. 64–78.
9. ↑  Mollo, Andrew (1992). Uniforms of the SS. Vol. 5: Sicherheitsdienst und Sicherheitspolizei 1931-1945. London, p. 40.
10. ↑  "Uniformy SS/SD/Gestapa" (بالتشيكية). Archived from the original on 2019-11-05. Retrieved 2019-04-29.
11. ↑  Sieglinde Ahlers, "Frauen in der Polizei", Vorlesungsreihe zur Geschichte von Frauen in Duisburg im Rahmen des 7. Duisburger Frauenforums DonnAwetter 1995, p. 34 Retrieved 2015-06-24. نسخة محفوظة 11 مايو 2015 على موقع واي باك مشين.